# Kryterium porównawcze
Kryterium porównawcze – kryterium zbieżności szeregów liczbowych o wyrazach nieujemnych. Mówi ono, że szereg liczbowy o wyrazach nieujemnych majoryzowany przez zbieżny szereg o wyrazach nieujemnych jest zbieżny. Przez zasadę kontrapozycji, twierdzenie to jest równoważne temu, że szereg o wyrazach nieujemnych majoryzujący rozbieżny szereg o wyrazach nieujemnych jest rozbieżny.

## Kryterium
Niech
|  |  | {\displaystyle \sum _{n=1}^{\infty }a_{n}} |  | (A) |

oraz
|  |  | {\displaystyle \sum _{n=1}^{\infty }b_{n}} |  | (B) |

będą szeregami o wyrazach nieujemnych. Załóżmy, że istnieje takie {\displaystyle k,} że dla wszelkich {\displaystyle n\geqslant k} zachodzi nierówność
{\displaystyle a_{n}\leqslant b_{n}.}
Wówczas:
1. jeżeli szereg (B) jest zbieżny, to szereg (A) jest również zbieżny;
2. jeżeli szereg (A) jest rozbieżny, to szereg (B) jest również rozbieżny.

### Dowód
Suma (tj. granica ciągu sum częściowych) szeregu o wyrazach nieujemnych zawsze istnieje – jest albo nieujemną liczbą rzeczywistą bądź wynosi {\displaystyle \infty .} Oznacza to, że stwierdzenia 1. i 2. są równoważne na mocy zasady kontrapozycji. Wystarczy zatem przeprowadzić dowód dla 1.
Załóżmy, że szereg (B) jest zbieżny oraz niech {\displaystyle B} będzie (skończoną) sumą (B). Skoro istnieje takie {\displaystyle k,} że dla wszelkich {\displaystyle n\geqslant k} zachodzi nierówność
{\displaystyle a_{n}\leqslant b_{n},}
można założyć, że powyższa nierówność jest spełniona dla wszystkich liczb naturalnych {\displaystyle n} ponieważ skończenie wiele wyrazów szeregu liczbowego nie wpływa na jego zbieżność. W tym przypadku, dla każdej liczby naturalnej spełniona jest także nierówność
{\displaystyle 0\leqslant \sum _{n=1}^{k}a_{n}\leqslant \sum _{n=1}^{k}b_{n}\leqslant B.}
Oznacza to, że ciąg
{\displaystyle S_{k}=\sum _{n=1}^{k}a_{n}}
jest ograniczony (przez {\displaystyle B}). Ciąg ten jest także niemalejący, istotnie
{\displaystyle S_{k+1}-S_{k}=\sum _{n=1}^{k+1}a_{n}-\sum _{n=1}^{k}a_{n}=a_{k+1}\geqslant 0,}
tj. dla wszystkich {\displaystyle k} zachodzi
{\displaystyle S_{k+1}\geqslant S_{k}.}
Każdy ograniczony i niemalejący ciąg liczb rzeczywistych jest zbieżny, a więc szereg (A) jest zbieżny, gdyż zbieżny jest jego ciąg sum częściowych.

## Wersja graniczna
Pod założeniem, {\displaystyle a_{n}\geqslant 0,\;b_{n}>0\quad (n\in \mathbb {N} ),} jeżeli istnieje granica
{\displaystyle K=\lim _{n\to \infty }{\frac {a_{n}}{b_{n}}},\qquad {}} gdzie {\displaystyle {}\qquad 0\leqslant K\leqslant \infty ,}
to
- gdy {\displaystyle K<\infty ,} to ze zbieżności szeregu (B) wynika zbieżność szeregu (A);
- gdy {\displaystyle K>0,} to z rozbieżności szeregu (B) wynika rozbieżność szeregu (A)[5].

W równoważnym sformułowaniu:
- gdy {\displaystyle 0<K<\infty ,} oba szeregi są jednocześnie zbieżne lub jednocześnie rozbieżne;
- gdy {\displaystyle K=0,} to ze zbieżności szeregu (B) wynika zbieżność szeregu (A);
- gdy {\displaystyle K=\infty ,} to z rozbieżności szeregu (B) wynika rozbieżność szeregu (A)[6].

## Wersja ułamkowa
Pod założeniem, {\displaystyle a_{n}>0,\;b_{n}>0\quad (n\in \mathbb {N} ),} jeżeli dla dostatecznie dużych {\displaystyle n} spełniona jest nierówność
{\displaystyle {\frac {a_{n+1}}{a_{n}}}\leqslant {\frac {b_{n+1}}{b_{n}}},}
ze zbieżności szeregu (B) wynika zbieżność szeregu (A) (a więc z rozbieżności szeregu (A) wynika rozbieżność szeregu (B)).

## Przykład zastosowania
Niech {\displaystyle b_{n}=1/2^{n},} tj. w tym przypadku szereg (B) jest zbieżnym szeregiem geometrycznym. Niech
{\displaystyle a_{n}={\frac {(n!)^{2}}{(2n)!}}.}
Szereg (A) jest zbieżny, gdyż
{\displaystyle {\frac {(n!)^{2}}{(2n)!}}={\frac {n!}{2^{n}(2n-1)!!}}<{\frac {1}{2^{n}}}=b_{n},}
tj. szereg (A) jest majoryzowany przez zbieżny szereg geometryczny (B).